# Csillagrája
A csillagrája (Amblyraja radiata) a porcos halak (Chondrichthyes) osztályának rájaalakúak (Rajiformes) rendjébe, ezen belül a valódi rájafélék (Rajidae) családjába tartozó faj.
Nemének a típusfaja.

## Előfordulása
A csillagrája az Atlanti-óceán mélyén él, 20 és 1000 méteres mélységben vándorolva, de találtak már több példányt is a Labrador-félsziget környékén, valamint a Fehér-tengertől Írországig. A hideg tengerek kedvelői, olyankor is elviselik ezeket a körülményeket, amikor a szárazföldön fagypont alatti a hőmérséklet. Kifejezetten gyakoriak a 10 °C-os vizekben, ezért előfordulnak akár délebbre is. Szeretik a homokos, sziklás tengerfenekeket.

## Megjelenése
A csillagrája csaknem egy méteres hosszához körülbelül fél méteres szélesség társul. Testtömege valamivel több lehet, mint 11,4 kilogramm. Mellúszóin kétoldalt egy-egy tüskeszerű képlet helyezkedik el, amely a hasi oldalon ki is domborodik. Farka két oldalán egy-egy háromszög alakú lebeny van (farokúszók), amelyek sokkal rövidebbek, mint az úszói. Háta barna, többnyire fekete pöttyökkel tarkított, általában 12-20 tövis foglal helyet rajta, míg hasa fehér. A hím példányok mellúszóin lévő görbe karomszerű képlet segíti őket párzáskor a nőstényeken maradni.

## Életmódja
A csillagrája többnyire apró rákokkal, férgekkel és kisebb halakkal táplálkozik.

## Szaporodása
Belső megtermékenyítés által szaporodik. A nőstény a homokos vagy iszapos fenékre, kettesével hosszúkás tojástokokat rak. A tojástokok sarkai élesek és kemények. A kis ráják elérhetik a 6-8 centimétert is.

## Rokon fajok
A csillagrája legközelebbi rokonai az Amblyraja nem másik kilenc faja, például a Amblyraja hyperborea, avagy a sarki rája.